# Pacem in Terris
Pacem in Terris, quam homines universi cupidissime quovis tempore appetiverunt, condi confirmarique non posse constat, nisi ordine, quem Deus constituit, sancte servato (en français : C'est un fait reconnu que la paix sur terre, en tous temps désirée ardemment des hommes du monde entier, ne peut se fonder ni perdurer sans respecter scrupuleusement l'ordre établi par Dieu, est une encyclique du pape Jean XXIII signée le 11 avril 1963.
C’est l'une des plus célèbres encycliques du XXe siècle. Elle pose des principes repris ultérieurement, et en premier lieu par le concile Vatican II.

## Contenu

### Structure
La première section de l’encyclique établit les relations entre les êtres humains, soulignant les problèmes des droits de l’Homme et des devoirs moraux.
La deuxième section développe le lien entre l’individu et l’État, reposant sur l’autorité collective du dernier.
La troisième établit le besoin d’égalité entre les nations et le besoin pour l’État d’être sujet aux mêmes droits et devoirs qui s’appliquent à l’individu.
La dernière présente le besoin de plus grandes relations entre les nations, résultant en un ensemble d’États assistant d’autres États.
L’encyclique se termine par une injonction aux catholiques d’aider les non-catholiques au niveau politique et social.

### Points saillants
Pacem in Terris est la première encyclique que le pape n’adressait pas aux seuls catholiques mais plutôt « à tous les hommes de bonne volonté ».
En plein contexte de guerre froide, le pape explique que les conflits « ne devraient pas être résolus par les armes, mais plutôt par la négociation ». Il souligne l’importance du respect des droits de l’homme comme conséquence essentielle de la compréhension chrétienne de l’être humain. L’encyclique établit clairement que « […] chaque homme a le droit de vivre, à l’intégrité physique et aux moyens de subsistance nécessaires à un développement de vie correct […] ».
Le droit à émigrer est proclamé, venant confirmer solennellement un texte antérieur (Exsul Familia, 1952) de Pie XII : « Tout homme a droit à la liberté de mouvement et de séjour à l'intérieur de la communauté politique dont il est citoyen ; il a aussi le droit, moyennant des motifs valables, de se rendre à l'étranger et de s'y fixer. Jamais l'appartenance à telle ou telle communauté politique ne saurait empêcher qui que ce soit d'être, comme membre de la famille humaine, citoyen de cette communauté universelle où tous les hommes sont rassemblés par des liens communs. ». Il s’agit donc pour le pape d'un droit humain fondé sur l’idée de fraternité universelle.
De même, le devoir pour les entreprises de ne pas forcer des populations à émigrer en masse pour trouver du travail ailleurs est souligné: "Nous estimons opportun que, dans toute la mesure du possible, le capital se déplace pour rejoindre la main-d'œuvre et non l'inverse. Ainsi, on permet à des foules de travailleurs d'améliorer leur condition sans avoir à s'expatrier, démarche qui entraîne toujours des déchirements et des périodes difficiles de réadaptation et d'assimilation au nouveau milieu."
Le pape distingue trois traits qui caractérisent son époque, qu'il appelle signes des temps : la promotion économique et sociale des classes laborieuses, l'entrée de la femme dans la vie publique, et plus de peuples dominateurs et de peuples dominés.
Cette encyclique a été mise en musique par le compositeur français de religion juive Darius Milhaud (écouter).